# لويس فان هيجي
لويس فان هيجي ، من مواليد 8 مايو 1889 في بروكسيل في بلجيكا، وتوفي في 1975، لاعب كرة قدم بلجيكي سابق وو حاصل على الميدالية الذهبية في الألعاب الأولمبية الصيفية 1920 مع منتخب بلاده.
بدأ مسيرته الكروية مع أحد أندية بلجيكا، وبعدها انتقل إلى إيه سي ميلان في موسم 1909\1910، ولعب مع الميلان سبعة مواسم سجل خلالها 98 هدفا.

## روابط خارجية
- لويس فان هيجي على موقع الاتحاد البلجيكي (الإنجليزية)
- لويس فان هيجي على موقع قاعدة بيانات كرة القدم.إي يو (الإنجليزية)
- لويس فان هيجي على موقع عالم كرة القدم.نت (الإنجليزية)
- لويس فان هيجي على موقع أوليمبيديا (الإنجليزية)